# Morteza Rezaji Ghale
Morteza Rezaji Ghale (pers. مرتضی رضایی قلعه; ur. 22 października 1990) – irański zapaśnik walczący w stylu wolnym. Zajął piąte miejsce na mistrzostwach Azji w 2011. Pierwszy w Pucharze Świata w 2015. Wicemistrz Azji juniorów w 2010 roku.